# Флоем
Флоем је сложено биљно проводно ткиво, чија је функција транспорт растворене органске материје од места где се синтетишу, најчешће од листа, до свих осталих делова биљке. Заједно са ксилемом гради проводне снопиће централног цилиндра.
Флоем је изграђен из живих прозенхиматичних ћелија:
- ситастих цеви и
- ћелија пратилица.

Раније се сматрало да флоем проводи растворене органске материје (асимилати) од места где се стварају фотосинтезом, односно од листа па до свих делова биљке (примаоци). Данашња сазнања су нешто другачија: органске материје се кроз биљку могу да крећу у свим правцима како од корена ка листовима и из њих у вршне пупољке, тако и из листова ка корену. Узлазно кретање материја врши се кроз ксилем, а транспорт из листова у било ком правцу, ка вршним пупољцима (навише) или наниже врши се само кроз флоем.